# Pałac w Krzepicach
Pałac w Krzepicach – zabytkowy pałac wybudowany w XVI w. w Krzepicach.

## Położenie
Pałac położony jest w Krzepicach – wsi w Polsce, w województwie dolnośląskim, w powiecie strzelińskim, w gminie Strzelin.

## Historia
Obiekt jest częścią zespołu pałacowego, w skład którego wchodzi jeszcze park.